# Pierre-Raymond Villemiane
Pierre-Raymond Villemiane, nacido el 12 de marzo de 1951 en Pineuilh, es un ciclista francés.
Después de haber estado seis años como amateur, debutó como profesional con 25 años en 1976 con el equipo Gitane, Renault-Gitane, y después Wolber.  Puso fin a su carrera deportiva en 1983. Cabe destacar sus tres victorias en el Tour de Francia.

## Palmarés
| 1975 - Clásica de Ordizia 1977 - 1 etapa del Tour de Francia más clasificación de los esprints intermedios - 1 etapa del Gran Premio de Midi Libre - 1 etapa del Tour de Corse - 1 etapa del Tour de Limousin 1978 - Tour de Tarn, más 1 etapa - Gran Premio de Plouay - 1 etapa del Tour de Vaucluse | 1979 - 1 etapa del Tour de Francia - 1 etapa del Étoile des Espoirs 1980 - Campeonato de Francia en Ruta - París-Camembert - 1 etapa del Tour de Tarn 1982 - Gran Premio de Mónaco - Trofeo de los Escaladores - 1 etapa del Tour de Francia |

## Resultados en las grandes vueltas
| Carrera         | 1976 | 1977 | 1978 | 1979 | 1980 | 1981 | 1982 | 1983 |
| --------------- | ---- | ---- | ---- | ---- | ---- | ---- | ---- | ---- |
| Giro de Italia  | -    | -    | -    | -    | 38.º | -    | -    | 58.º |
| Tour de Francia | -    | 15.º | 31.º | 13.º | 70.º | -    | 55.º | -    |
| Vuelta a España | -    | -    | -    | -    | -    | -    | 6.º  | -    |
| Mundial en Ruta | -    | -    | -    | -    | -    | -    | -    | -    |

-: no participa

Ab.: abandono